# Tepepan Bandera
Tepepan Bandera är en ort i Mexiko.   Den ligger i kommunen Zoquitlán och delstaten Puebla, i den sydöstra delen av landet, 260 km öster om huvudstaden Mexico City. Tepepan Bandera ligger 1 074 meter över havet och antalet invånare är 160.
Terrängen runt Tepepan Bandera är huvudsakligen bergig, men åt nordost är den kuperad. Runt Tepepan Bandera är det ganska tätbefolkat, med 96 invånare per kvadratkilometer. Närmaste större samhälle är Tecpantzacoalco, 16,5 km väster om Tepepan Bandera. I omgivningarna runt Tepepan Bandera växer i huvudsak städsegrön lövskog.